# Thằng Bờm (phim)
Thằng Bờm là một bộ phim hài hước phỏng theo truyện cười dân gian Việt Nam của đạo diễn Lê Đức Tiến, do Bành Châu viết kịch bản, ra mắt lần đầu năm 1987.

## Nội dung
Từ bài vè và các câu chuyện cười dân gian nổi tiếng, các nhà làm phim đã dựng lên chân dung thằng Bờm sống động trên màn ảnh. Thằng Bờm vừa tức cười vừa đáng thương và cũng rất đáng yêu nữa. Tức cười vì ngây ngô, đáng thương vì dốt, đáng yêu vì hồn nhiên và luôn nghĩ tới điều tốt.
Thằng Bờm là một phim hài nhưng khiến người xem phải suy ngẫm sâu xa ngay sau những tràng cười sảng khoái về những trò đùa không hề vô hại vẫn diễn ra đâu đó quanh ta, từ thời thằng Bờm cho tới nay, và sẽ còn tiếp diễn nữa...

## Diễn viên
- Nguyễn Hoàng Hiệp... Bờm
- Lê Vân... Xoan
- Trịnh Thịnh... ông Bờm
- Trọng Phan... bố Bờm
- Trần Tiến... thầy đồ
- Xuân Định... phú ông
- Hồ Thái... bố Xoan
- Thúy Vinh
- Mạnh Sinh
- Thanh Hòa
- Đăng Khoa
- Nguyễn Hiệp
- Trần Kiếm

## Ê-kíp
- Thư ký trường quay: Trần Hoàng Diệp
- Thiết kế mĩ thuật: Đào Đức
- Phục trang: Phương Thảo, Lê Thị Lan
- Hóa trang: Mạnh Hiệp, Nguyễn Thị Hường
- Âm thanh: Đặng Đình Hùng
- Biên tập nhạc: Xuân Hòa
- Biên đạo múa: Chu Thúy Quỳnh
- Tiếng động: Minh Tâm
- Đạo cụ: Nguyễn Anh Lân
- Dựng cảnh: Phạm Đức Mạnh
- Ánh sáng: Nguyễn Bắc
- Khói lửa: Phan Bích
- Quay phối hợp: Viết Tuấn, Tuấn Dục

## Sự kiện thú vị
Vai diễn Thằng Bờm đã khiến cho diễn viên Nguyễn Hoàng Hiệp được đặt cho biệt danh Thằng Bờm.

## Vinh danh
| Năm  | Lễ trao giải                      | Hạng mục             | Đối tượng đề cử              | Kết quả       | Nguồn |
| ---- | --------------------------------- | -------------------- | ---------------------------- | ------------- | ----- |
| 1988 | Liên hoan phim Việt Nam lần thứ 8 | Phim truyện điện ảnh |                              | Giải đặc biệt | [ 2 ] |
| 1988 | Liên hoan phim Việt Nam lần thứ 8 | Đạo diễn xuất sắc    | Nghệ sĩ ưu tú Lê Đức Tiến    | Đoạt giải     | [ 3 ] |
| 1988 | Liên hoan phim Việt Nam lần thứ 8 | Nam chính xuất sắc   | Nghệ sĩ nhân dân Trịnh Thịnh | Đoạt giải     | [ 4 ] |
| 1988 | Liên hoan phim Việt Nam lần thứ 8 | Âm nhạc xuất sắc     | Đỗ Hồng Quân                 | Đoạt giải     | [ 5 ] |

Năm 2017, đạo diễn Lê Đức Tiến được trao tặng Giải thưởng nhà nước về Văn học Nghệ thuât với hai bộ phim Thằng Bờm và Thị trấn yên tĩnh.